# Ngaol
Ngaol is een bestuurslaag in het regentschap Merangin van de provincie Jambi, Indonesië. Ngaol telt 924 inwoners (volkstelling 2010).